# Queso de Peñamellera
El queso de Peñamellera es un tipo de queso elaborado en la comunidad autónoma del Principado de Asturias, en España.

## Elaboración
Se utiliza leche de vaca, aunque hay ciertos artesanos que también añaden de cabra u oveja, para proporcionarle un sabor más marcado. Se calienta la leche hasta unos 30 °C, añadiéndole cuajo para producir la coagulación. Una vez que se produce, se corta la masa y se desuera, para después verterla en moldes y salarla.
Los quesos se dejan secar sobre varas de avellano, lo que motiva que en su corteza aparezcan cuadrículas. Cuando la corteza alcanza un color amarillento se ha alcanzado el punto de maduración adecuado, que suele producirse después de unos 10 o 15 días.

## Características
Las piezas son de pequeño tamaño, de unos 10 centímetros de diámetro y sobre 4 de altura. Presentan un color amarillento y compacto, con un sabor algo fuerte, un poco ácido, incluso con pequeñas reminiscencias amargas. 
La textura en boca es blanda en el queso tierno, y más firme en el semicurado, algo desmenuzable, masticable, poco gomoso (harinoso), algo adherente el semicurado, de granulosidad media, humedad baja (algo seco) en el semicurado, poco graso, algo cremoso, algo fundente el tierno y nada el semicurado, y algo soluble.

## Zona de elaboración
Se elabora principalmente en el concejo de Peñamellera Alta, aunque también se encuentra en Peñamellera Baja.